# 히가시유키역
히가시유키역(일본어: 東結城駅)은 일본 이바라키현 유키시에 위치한 동일본 여객철도 미토선의 철도역이다. 단선 승강장 1면 1선의 구조를 갖춘 지상역이다.

## 역 주변
- 국도 제50호선

## 역사
- 1937년 12월 1일 : 개업.
- 1987년 4월 1일 : 일본국유철도 분할 민영화에 의해, 동일본 여객철도가 승계.
- 2001년 11월 18일 : IC카드 Suica 공용 개시.
- 2005년 3월 : 승강장 5량 대응 연장 공사 종료.
- 2009년 2월 : 맞이방 개량 공사 종료.
- 2014년 3월 15일 : 시간표 개정에 의해, 모든 보통 열차가 정차하게 됨. 전날까지의 아침과 심야의 일부 열차는, 당 역을 통과하고 있다.

## 인접 역
| ■ 미토선         | ■ 미토선 | ■ 미토선                    |
| ---------------- | -------- | --------------------------- |
| 유키 오야마 방면 | ■ 미토선 | 가와시마 도모베 · 미토 방면 |